# Baye Galass Ndiaye
Baye Galass Ndiaye, född 5 maj 2000, är en senegalesisk taekwondoutövare. 

## Karriär
I juli 2022 tog Ndiaye brons i 54 kg-klassen vid afrikanska mästerskapen i Kigali. I november 2022 tävlade Ndiaye i 54 kg-klassen vid VM i Guadalajara, där han blev utslagen i sextondelsfinalen av kanadensiske Nicholas Hoefling.